# ARID1B
La proteína ARID1B ("dominio de interacción rico en AT de la proteína 1B", del inglés "AT-rich interactive domain-containing protein 1B") es una proteína humana codificada por el gen ARID1Bsituado en la cromosoma 6 (banda citogenética 6q25.3). Tiene como proteína homóloga a la proteína ARID1A.

## Interacciones
La proteína ARID1B forma parte del complejo remodelador de cromatina SWI/SNF, y ha demostrado ser capaz de interaccionar con SMARCA4 y con SMARCA2.